# Маяпанська ліга
Маяпанська ліга — союз маянських держав на півострові Юкатан, що утворилася наприкінці X століття. Фактичним гегемоном Маяпанської ліги було місто-держава Чичен-Іца. Внаслідок повстання 1194 року інших членів ліги влада Чичен-Іци занепала. Новим лідером ліги став Маяпан, влада якого тривала до 1441 року. Остаточно Маяпанська ліга розпалася близько 1461 року.

## Історія

### Започаткування
Напочатку IX ст. Юкатан являв собою декілька окремих могутніх держав, яким підкорялися значно менші. Серед найпотужніших були Чичен-Іца (тут правили мая-іца), Талол (в Ек-Баламі), держава зі столицею в Тіхо.
Близько 980-х років до Юкатану вдерлися племена науа, які перемогли тодішні юкатанські царства. Попередній шлях їх невідомий: за різними версіями племена йшли із центральної Мексики (тольтеки) або з території сучасного штату Табаско. На чолі їх стояв верховний жрець Кукулькан. Ці племена підкорили старовинні юкатанські міста або заснували нові. Основними завойовниками стали Ічкаан-сіхоо, Маяпан, Ушмаль. Саме перші двоє стали засновниками Маяпанської ліги. За деякими відомостями ця подія відбулася близько 987 року. Ймовірно укладання своєрідної угоди відбулося в Маяпані, що тоді був найпотужнішим містом, тому дав назву союзу (лізі). Її члени отримали титул халач-вінік.
У подальшому до Маяпанської ліги приєдналися Чичен-Іца, Ушмаль (близько 1008 року), Зама (Тулум), Ічпаатун, Т'хо, Іцамаль та інші міста Юкатану. Формування цього союзу сприяло встановленню стабільності на півострові, охопленого внутрішніми розбратами й міжусобицями. На початку не існувало певного лідера ліги, оскільки кожне з міст очолював вождь потужного племені. Втім релігійним центром стає Чичен-Іца, де мешкав Кукулькан та його жерці-нажадки. Тут також знаходився священний сенот.
До 1030-х років зберігалася рівновага серед членів Маяпанської ліги, які були зацікавлені у збережені влади в поневолених містах, заснуванні там нових правлячих династій, відродженні землеробства, ремісництва та торгівлі.

### Перший розквіт
Новий період у розвитку ліги пов'язаний із діяльністю правителя Почек-Іш-Цоєм, який спочатку перетворив Чичен-Іцу на одну з впливових держав поруч із Маяпаном та Ушмалєм. Незабаром за невідомих обставин Чичен-Іца стає фактичним керівником Маяпанської ліги й гегемоном Юкатану.
Втім про політику та діяльність правителів Маяпанської ліги у 1040—1190 роках практично нічого невідомо. Чичен-Іца була столицею імперії, при цьому місцеві володарі зберігали внутрішню самостійність.

### Занепад Чичен-Іци
У 1194 році амбіції володарів Маяпану та Ушмалю й все більша пиха і зажерливість правителів Чичен-Іци призвело до повстання перших проти гегемонії останнього. Перебіг подій достеменно невідомий. У битві біля Чикен-Чеєні повсталі міста здобули перемогу над військами Чичен-Іци, а через 222 дні місто здобуто штурмом і спаленням маяпанцями, яких очолював Хунаккеель. Правитель Чичен-Іци — Чак-Шиб-Чак із рештками своїх прибічників втік до Петен-Іци.
Стосовно подальшого існування Маяпанської ліги дослідники розходяться: одні вважаються 1194 рік днем припинення ліги, інші розглядають можливість перенесення її центру до Маяпану. З огляду на це не виключено, що Маяпанська ліга до 1194 року називалася якось інакше, лише тривале правління Маяпану в наступні роки закарбувалося у пам'яті людей, що практично забули про часи панування Чичен-Іци
Ахав Маяпана — Хунаккеель — намагався заступити місто Чичен-Іци як головне серед правителів Маяпанської ліги. Відповідно Чилам Балам з Чумауеля йому це вдалося. Втім Ушмаль залишався нескореним. Визнається, що панування Маяпана в лізі та на півострові в цей період не було певним.

### Правління Кокомів
У 1228 році до влади в Маяпані приходить династія Кокомів, яка у 1285—1286 роках змогла досягти піднесення статусу Маяпана, відродження ліги в новому статусі. При цьому Кокоми спиралися на найманців. Саме із цього моменту Маяпанська ліга перетворюються на нову імперію зі столицею в Маяпані, а його володарі приймають титул котекпанів.
Зусилля Кокомів і Маяпана з консолідації держав Юкатану сприяло політичний стабілізації, новому економічному піднесенню усіх основних міст Юкатану. З'являються нові поселення на торговельних шляхах. Існування майже централізованої держави допомогло мая у 1340-1360-х роках відбити численні напади племен з Антильських островів.

## Розпад ліги
Поступове посилення дій Маяпану із централізації держави, посилення впливу військових найманців (останні перетворювалися на нову знать) призвели до повстання на чолі з Ушмалєм у 1441 році. У результаті стрімких дій влада Маяпана впала, а само місто захоплено династією Тутуль Шіу з Ушмаля. Намагання останніх затвердитися в статусі нових лідерів Маяпанської ліги викликало спротив інших міст та династії Кокомів, що зберегла свій вплив.
У результаті військових дій 1441—1461 років Маяпан занепав і водночас розпалася Маяпанська ліга: єдина маянська держава Юкатану припинила своє існування. Утворилося 19 або 22 держави, які запекло боролися одне з один. Зрештою це призвело до їх поневолення іспанськими конкістадорами.